# Raimond Aumann
Raimond Aumann (* 12. Oktober 1963 in Augsburg) ist ein ehemaliger deutscher Fußballtorwart. Als Ersatztorwart der A-Nationalmannschaft wurde er 1990 Weltmeister, mit dem FC Bayern München sechsmal Deutscher Meister und mit Beşiktaş Istanbul einmal Türkischer Meister.

## Karriere

### Vereine

#### Jugend
Aumann begann 1970 in der Fußballabteilung des Stadtwerke SV Augsburg und wechselte 1976 in die Jugendabteilung des FC Augsburg, in der er vier Spielzeiten absolvierte und mit der B-Jugend-Mannschaft am 29. Juli 1979 im Finale um die Deutsche Jugendmeisterschaft Blau-Weiß 90 Berlin mit 4:5 im Elfmeterschießen unterlag.
1980 verpflichtete ihn der FC Bayern München, für deren A-Jugend-Mannschaft er zwei Jahre lang spielte und 1982 als vierter Torhüter hinter Manfred Müller, Walter Junghans und dem Belgier Jean-Marie Pfaff in den Profikader aufrückte.

#### FC Bayern München
Nach dem Weggang von Junghans (September 1982) und Müller (Sommer 1984) trugen Aumann und Pfaff fortan einen harten Konkurrenzkampf um den Stammplatz im Bayern-Tor aus, der darin gipfelte, dass Pfaff Aumann während einer Trainingseinheit eine Ohrfeige gegeben haben soll. Am 25. August 1984 (1. Spieltag) absolvierte Aumann sein erstes Bundesligaspiel, das er mit seiner Mannschaft mit 3:1 im Auswärtsspiel gegen Arminia Bielefeld gewann. Von diesem Moment an war er die „Nummer 1“ und blieb es bis zu seinem Kreuzbandriss im März 1986. Für die Saison 1986/87 fiel er daraufhin aus und kehrte erst am 26. September 1987 (10. Spieltag) – beim 4:1-Sieg im Auswärtsspiel gegen den FC Schalke 04 – in den Spielbetrieb zurück. Am Saisonende 1987/88 – die Bayern-Führung war den ewigen Streit zwischen Pfaff und Aumann leid – verließ Pfaff den Verein und Aumann blieb Stammtorwart bis 1994. Mit Ausnahme der von einer Verletzung geprägten Saison 1991/92 bestritt er in seinen letzten sechs Bayern-Spielzeiten stets 32 oder mehr Ligapartien.
Seinen endgültigen Durchbruch hatte er am 7. Dezember 1988 im San-Siro-Stadion beim 3:1-Sieg gegen Inter Mailand im Rückspiel des Achtelfinales um den UEFA-Pokal, als er mit einer glänzenden Leistung den Einzug ins Viertelfinale ermöglichte.
Im Rückspiel des Europapokal-Halbfinales am 24. April 1991 gegen Roter Stern Belgrad, dem späteren Sieger des Europapokals der Landesmeister verursachte er in der 90. Minute ein Eigentor zum 2:2-Unentschieden. Dadurch verhinderte er, aufgrund der im Olympiastadion München erlittenen 1:2-Niederlage im Hinspiel, eine mögliche Verlängerung um den Einzug ins Finale.
Nach dem 6. Spieltag der Saison 1991/92 erlitt Aumann wieder eine schwere Knieverletzung und fiel erneut monatelang aus. Da auch Sven Scheuer als etatmäßiger Ersatztorhüter verletzungsbedingt ausgefallen war, engagierten die Bayern, auf Aumanns Ratschlag hin, dessen Freund Toni Schumacher, der bis zur Winterpause acht Bundesligaspiele bestritt, nachdem die beiden anderen Ersatztorhüter Gerald Hillringhaus und Uwe Gospodarek nicht zu überzeugen wussten. Aumann bestritt in seiner letzten Saison 32 von 34 Bundesligaspielen, sein letztes am 7. Mai 1994 (34. Spieltag) beim 2:0-Sieg im Heimspiel gegen den FC Schalke 04. In den zwölf Spielzeiten in München wurde er sechsmal Deutscher Meister, je zweimal DFB-Pokal- und DFB-Supercup-Sieger. Von 1992 bis 1994 war er Mannschaftskapitän des FC Bayern München, legte dieses Amt allerdings – nach Differenzen mit Trainer Erich Ribbeck – im Januar 1994 nieder. Von 1988 bis 1994 zählte er zu den besten Torhütern Deutschlands und wurde 1994 vom Kicker-Sportmagazin auch zum besten „Torwart der Saison“ gekürt.

#### Beşiktaş Istanbul
Nachdem die Bayern zur Saison 1994/95 Oliver Kahn als Neuzugang verpflichtet hatten, wechselte Aumann in die Türkei zum Erstligisten Beşiktaş Istanbul, mit dem er 1995 unter Trainer Christoph Daum Meister wurde.

### Nationalmannschaft
Aumann debütierte im Nationaltrikot am 23. April 1980 in Bern beim 3:0-Sieg der U-16-Nationalmannschaft gegen die Auswahlmannschaft der Schweiz.
Für die U-18-Nationalmannschaft bestritt er von 1980 bis 1982 13 Länderspiele. Sein Debüt gab er am 4. November 1980 in Tongern beim 2:2-Unentschieden gegen die Auswahl Belgiens. Er nahm mit der Auswahlmannschaft an der vom 21. bis 30. Mai 1982 in Finnland ausgetragenen U-18-Europameisterschaft teil und bestritt alle drei Gruppenspiele. Das letzte, das am 25. Mai in Turku mit 0:1 gegen die Auswahl der Sowjetunion verloren wurde, war zugleich auch sein letztes in dieser Auswahl.
Vom 16. Oktober 1984 bis 15. Oktober 1985 bestritt Aumann sieben Länderspiele für die U-21-Nationalmannschaft. Sein Debüt in Münster im EM-Qualifikationsspiel gegen die Auswahl Schwedens beendete er siegreich mit 1:0, wie auch seinen letzten Einsatz in Karlsruhe, beim 2:0-Sieg gegen die Auswahl Portugals.
Sein Debüt in der A-Nationalmannschaft gab er am 6. September 1989 in Dublin beim 1:1-Unentschieden im Testspiel gegen die Auswahl Irlands mit Einwechslung zur zweiten Halbzeit für Bodo Illgner. Sein letztes von vier Länderspielen absolvierte er am 10. Oktober 1990 in Solna gegen die Auswahl Schwedens; beim 3:1-Erfolg spielte er das erste Mal über 90 Minuten. Er gehörte zum Aufgebot der Nationalmannschaft, die bei der Weltmeisterschaft 1990 in Italien den Titel gewann.
Im Vorfeld dieser WM war die Diskussion um die „Nummer 1“ wieder aufgeflammt, als Aumann in den beiden Halbfinalspielen des Europapokals der Landesmeister gegen den AC Mailand (0:1 A und 2:1 n. V. H) gut bewertet wurde. Die Diskussion verstummte am 25. April 1990, als Aumann beim 3:3-Unentschieden im WM-Vorbereitungsspiel gegen die Auswahl Uruguays – für Illgner zur zweiten Halbzeit eingewechselt – alle drei Gegentore hinnehmen musste und keinen guten Eindruck hinterließ; fortan war Aumann der Torwart hinter Illgner. Er nahm an der Weltmeisterschaft 1990 teil, bei der die deutsche Mannschaft Weltmeister wurde, hatte aber keinen Einsatz. Seine schwere Knieverletzung 1991 und Meinungsverschiedenheiten mit Bundestrainer Berti Vogts beendeten seine Karriere in der Nationalmannschaft frühzeitig; Andreas Köpke trat an seine Stelle und avancierte im weiteren Verlauf zum Stammtorhüter.

## Erfolge

### Nationalmannschaft
- Weltmeister 1990 (ohne Einsatz)

### Verein
- Deutscher Meister 1985, 1986, 1987 (ohne Einsatz), 1989, 1990, 1994
- DFB-Pokal-Sieger 1984 (ohne Einsatz), 1986
- DFB-Supercup-Sieger 1987, 1990
- Türkischer Meister 1995
- Zweiter der B-Juniorenmeisterschaft 1979

### Auszeichnungen
- Kicker-Torhüter des Jahres: 1988, 1990

## Sonstiges
- Im Alter von 16 Jahren brach er eine Lehre zum Einzelhandelskaufmann ab, um sich ganz dem Fußball zu widmen.[7]
- Sein 1982 bei einem Fußballspiel verstorbener Vater schärfte ihm den Leitspruch „Ein Aumann gibt nicht auf“ ein.[7]
- Aumann erhielt wegen einiger Kilogramm, die er in den Anfangsjahren bei den Bayern zu viel hatte, den Beinamen „Balu“ nach dem gemütlichen Bären aus dem Dschungelbuch.
- Aumann wurde nach seiner Rückkehr aus der Türkei Fanbeauftragter des FC Bayern München[8] und später Leiter der „Direktion Fan- und Fanclubbetreuung“.[9]
- Nach 27 Jahren Tätigkeit in der Fanbetreuung wird er ab 1. Februar 2023 ein weiteres Mitglied der FC Bayern Legenden. Als solcher bekleidet er repräsentative Aufgaben.[10]